# بیورن بورگ
بیورن بورگ (انگلیسی: Björn Borg) شرکت تجهیزات ورزشی و پوشاک سوئدی است، که در سال ۱۹۸۹ توسط بیورن بوری تأسیس شد.